# Václav Reitinger
Václav Reitinger (* 15. prosince 1941) je český politik, bývalý senátor za obvod č. 65 – Šumperk a člen ČSSD.

## Vzdělání, profese a rodina
Před vstupem do senátu pracoval jako ekonom.

## Politická kariéra
Ve volbách 1996 se stal členem horní komory českého parlamentu, přestože jej v prvním kole porazil občanský demokrat Přemysl Michálek v poměru 25,26 % ku 19,71 % hlasů, ve druhém kole ovšem Reitinger obdržel 51,52 % hlasů a byl zvolen senátorem. V senátu zasedal v letech 1996-1998 ve Výboru pro hospodářství, zemědělství a dopravu, v letech 1998-2000 působil člen předsednictva senátorského klubu ČSSD a zastával funkci místopředsedy Výboru pro evropskou integraci.
Ve volbách 2000 chtěl svůj mandát obhajovat, ovšem nezískal dostatečnou podporu v primárních volbách ČSSD, přesto kandidoval jako nezávislý, když pro svou kandidaturu sehnal potřebných 1 000 podpisů. Ve volbách získal 6,19 % hlasů a skončil na posledním pátém místě. Za tuto kandidutaru mu hrozilo vyloučení z ČSSD pro hrubé porušení stanov.